# Robert Groslot
Robert Groslot (* 1951 in Mechelen,  Belgien) ist ein belgischer Pianist, Dirigent und Komponist.
Er unterrichtet Klavier und Kammermusik am Königlichen Konservatorium Antwerpen. Dort war er von 1996 bis 2001 Konservatoriums-Direktor. Im Jahr 1991 gründete Robert Groslot das Symphonieorchester Il Novecento. Mit diesem Orchester trat er bis 2015 bei Night of the Proms in verschiedenen Ländern Europas auf.

## Biographie
Robert Groslot begann seine Karriere als Pianist. Er absolvierte sein Klavierstudium durch Kurse bei Leon Fleisher und Alexis Weissenberg am Königlichen Konservatorium in Antwerpen. Nach Abschluss seines Studiums unternahm Groslot eine Vielzahl an Konzertreisen durch Europa sowie durch Israel, Asien, Afrika, Neuseeland und die Vereinigten Staaten.
Nach seinen Konzertreisen begann er seine Karriere als Dirigent und Leiter des Philharmonischen Jugendorchesters und bildete viele junge Musiker aus Belgien und dem Ausland aus.
Nebenbei war er auch als Dirigent bei zahlreichen Orchestern tätig:
- Rotterdam Philharmonic Orchestra
- London Symphony Orchestra
- Ulster National Orchestra
- Orchestra National de Belgique
- Flanders Philharmonic

Robert Groslot wurde hauptsächlich durch seinen Posten als Dirigent und Gründer des Orchesters „II Novecento“ in Deutschland bekannt, welches jährlich bei Night of the Proms spielt. Nach 880 Konzerten der Night Of The Proms beendete er im Jahr 2015 seine Dirigententätigkeit für diese Konzertreihe.
Heute ist Groslot hauptsächlich als Komponist tätig. Er schreibt eine Vielzahl an Stücken für Soloinstrumente wie Klavier, Violine oder Violoncello.

## Kompositionen
- Black Venus
- The Great Globe
- L'Odissea d'Orfeo
- Il Novecento